# Salvestro de’ Medici
Salvestro di Alamanno de’ Medici (* 1331; † 1388) aus der Familie Medici wurde nach dem Krieg gegen den Papst 1375–1378, in dem die alten Parteien entmachtet worden waren, in der Stadt Florenz trotz seiner Intrigen zum Gonfaloniere gewählt.
Er schlug ein Gesetz zur Abschaffung der ammozioni (Warnungen im Sinne von Denunziationen, mit denen die Partei der Guelfen unter Piero degli Albizzi vor dem Krieg eine Terrorherrschaft geführt hatte) vor, das schließlich am 18. Juni 1378 verabschiedet wurde, aber vom Volk als nicht weitreichend genug verworfen wurde. Es kam zum Ciompi-Aufstand (die Ciompi waren Wollweber), in dessen Verlauf am 21. Juli der Regierungssitz gestürmt und die Verfassung – wahrscheinlich mit Unterstützung Salvestro de’ Medicis – reformiert wurde. Auch dies stellte die Wollweber nicht zufrieden und während der weiteren Unruhen wurden mehrere der grandi, darunter auch Piero degli Albizzi, unter Anklage einer Verschwörung hingerichtet und viele andere verbannt.
Die Revolte brachte der Stadt für kurze Zeit einen bis dahin nicht erreichten Grad an Demokratie, die aber von den konservativen Mitgliedern der städtischen Gesellschaft sofort wieder abgeschafft wurde, nachdem sich die großen und die kleinen Gilden zusammengeschlossen hatten, um mit einer Gegenbewegung, in der Salvestro de’ Medici eine wichtige Rolle spielte, die alte Ordnung wiederherzustellen.
1382 setzte eine erneute Wendung ein, Salvestro de’ Medici wurde gestürzt und verjagt. Die alte Ordnung wurde durch die Gilden wiederhergestellt.
| Personendaten    | Personendaten                     |
| ---------------- | --------------------------------- |
| NAME             | Medici, Salvestro de’             |
| ALTERNATIVNAMEN  | Medici, Salvestro di Alamanno de’ |
| KURZBESCHREIBUNG | Gonfaloniere der Stadt Florenz    |
| GEBURTSDATUM     | 1331                              |
| STERBEDATUM      | 1388                              |